# Jolsvai András
Jolsvai András (eredeti neve: Juhász István) (álneve: Mák István) (Budapest, 1953. december 19. –) magyar szerkesztő, író, újságíró.

## Életpályája
1973-1978 között az ELTE Bölcsészettudományi Karon magyar-népművelés szakán tanult. 1978-1986 között a Magvető Könyvkiadó szerkesztője volt. 1982-1986 között az ELTE BTK szociológia szakát is elvégezte. 1986-1989 között az Új Írás szerkesztőjeként dolgozott. 1989-1990 között a Tekintet főszerkesztő-helyettese volt. 1990-1992 között a Magyar Nemzet munkatársa volt. 1992-1993 között a Köztársaság újságírója volt. 1994-1995 között a Respublika vezető szerkesztője volt. 1995-1997 között a 168 Óra rovatvezetője, 1997 óta vezető szerkesztője, majd főszerkesztő-helyettese.

## Művei
- Mintha könyvből olvasná (kisregény, Mák István álnéven, 1991)
- Kárpótlom magam (1993)
- Ami engem illet (1995)
- Köröndy (válogatott írások, 1997)
- Apák és fiók (1999)
- Köröndy vesztésre áll (2000)
- Az ujpesti személy (2003)
- Az ember játszik (2004)
- Szépen vagyunk (2006)
- Ma még csak szerda (2008)
- Monsieur L.; Fekete Sas, Bp., 2012
- Jövök-megyek. Hetvenöt séta egy hetvenöt éves városrészben. 2009. május–2013. február; Sprint Kft., Bp., 2013
- Visszajáró. Pest-budai andalgások; Fekete Sas, Bp., 2013
- Holnapra jobb lesz; Scolar, Bp., 2015
- Zárom soraidat; Városháza, Bp., 2016 (Budapest plusz)
- A napok színe, Bpest, Scolar (2017)
- Nincsen számodra hely, Fekete Sas, 2019

## Díjai
- Magyar Lajos-díj (1999)
- Táncsics Mihály-díj (2003)
- Csengery Antal-díj (2019)